# Stanton (Michigan)
Stanton – miasto w Stanach Zjednoczonych, w stanie Michigan, siedziba administracyjna hrabstwa Montcalm.